# Calycellina rubescens
Calycellina rubescens är en svampart som först beskrevs av Mouton, och fick sitt nu gällande namn av Van Vooren 2005. Calycellina rubescens ingår i släktet Calycellina och familjen Hyaloscyphaceae.   Inga underarter finns listade i Catalogue of Life.